# Ministerium Taaffe II

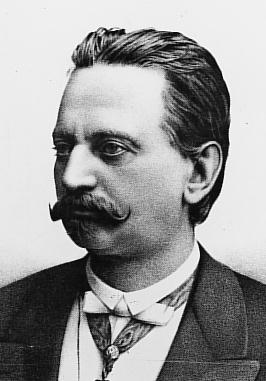
Eduard Taaffe war von 1868 bis 1870 sowie erneut von 1879 bis 1893 Ministerpräsident Altösterreichs

Das Ministerium Taaffe II wurde am 12. August 1879 von Ministerpräsident Eduard Taaffe in Cisleithanien (einer vor allem im Beamtentum und bei Juristen gebräuchlichen inoffiziellen Bezeichnung für den nördlichen und westlichen Teil Österreich-Ungarns) gebildet. Taaffe war ein Jugendfreund von Kaiser Franz Joseph I. und 1868 bis 1870 bereits k.k. Ministerpräsident gewesen (siehe Bürgerministerium). Seine Regierung löste 1879 das Ministerium Stremayr ab und blieb bis zum 11. November 1893 im Amt; das war (und blieb bis zum Ende der Monarchie) die bei weitem längste Amtszeit einer cisleithanischen Regierung. Auf sie folgte das Ministerium Windisch-Grätz.
Der Außenminister, der Kriegsminister und der gemeinsame Finanzminister gehörten diesem Kabinett nicht an. Siehe k.u.k. gemeinsame Ministerien.

## Minister
Dem Ministerium gehörten folgende Minister an:
| Amt                             | Amtsinhaber | Beginn der Amtszeit                                                       | Ende der Amtszeit                                                           |
| ------------------------------- | --- | ------------------------------------------------------------------------- | --------------------------------------------------------------------------- |
| Ministerpräsident               | Eduard Taaffe | 12. August 1879                                                           | 11. November 1893                                                           |
| Ackerbauminister                | Julius von Falkenhayn | 12. August 1879                                                           | 11. November 1893                                                           |
| Handelsminister                 | Karl Korb von Weidenheim Alfred von Kremer Felix Pino von Friedenthal Karl von Pusswald (beauftragt) Olivier Marquis de Bacquehem | 12. August 1879 26. Juni 1880 14. Jänner 1881 16. März 1886 26. Juni 1886 | 26. Juni 1880 14. Jänner 1881 16. März 1886 26. Juni 1886 11. November 1893 |
| Kultus- und Unterrichtsminister | Karl von Stremayr Sigmund Conrad von Eybesfeld Paul Gautsch von Frankenthurn                                                      | 12. August 1879 16. Februar 1880 5. November 1885                         | 16. Februar 1880 5. November 1885 11. November 1893                         |
| Finanzminister                  | Emil Chertek Adolf Kriegs-Au Julian von Dunajewski Emil Steinbach                                                                 | 12. August 1879 16. Februar 1880 26. Juni 1880 2. Februar 1891            | 16. Februar 1880 26. Juni 1880 2. Februar 1891 11. November 1893            |
| Innenminister                   | Eduard Taaffe | 12. August 1879                                                           | 11. November 1893                                                           |
| Justizminister                  | Karl von Stremayr Moritz von Streit Alois von Pražák (beauftragt) Friedrich von Schönborn                                         | 12. August 1879 26. Juni 1880 14. Januar 1881 11. Oktober 1888            | 26. Juni 1880 14. Januar 1881 11. Oktober 1888 11. November 1893            |
| Minister für Landesverteidigung | Julius von Horst Zeno Welser von Welsersheimb                                                                                     | 12. August 1879 26. Juni 1880                                             | 26. Juni 1880 11. November 1893                                             |
| Minister ohne Geschäftsbereich  | Florian von Ziemialkowski Filip Zaleski                                                                                           | 12. August 1879 11. Oktober 1888                                          | 11. Oktober 1888 11. November 1893                                          |
| Minister ohne Geschäftsbereich  | Alois von Pražák Gandolf von Kuenburg                                                                                             | 12. August 1879 4. August 1892                                            | 4. August 1892 27. November 1892                                            |